# Joseph-Emmanuel de La Trémoille
Joseph-Emmanuel de La Trémoille (7. července 1659 – 8. ledna 1720 Řím) byl francouzský římskokatolický duchovní, arcibiskup z Cambrai, kardinál a diplomat.

## Život
Joseph-Emmanuel se narodil v roce 1659 do rodiny Louise de La Trémoille, vévody z Noirmoutieru a Julie Aubery. O jeho dětství a mládí se nedochovalo mnoho informací.
Již roku 1706 byl papežem Klementem XI. jmenován kardinálem, ačkoli nebyl vysvěcen na kněze (byl tzv. kardinál laik). Jeho titulárním kostelem byl Santissima Trinità al Monte Pincio. V roce 1710 se stal opatem-komendátorem opatství Saint-Étienne de Caen v Normandii.
Biskupské svěcení nepřijal, ačkoli byl jmenován biskupem z Bayeux, funkci vykonával pouze jako administrátor. Pobýval v Římě jako diplomat krále Ludvíka XIV. Dne 11. května 1718 byl jmenován arcibiskupem z Cambrai, které v té době bylo nejbohatší ve Francii. Stále však sídlil v Římě, biskupské povinnosti za něj vykonávali světící biskupové a generální vikáři. Na biskupa jej vysvětil papež Klement XI. dne 30. května 1719. Joseph-Emmanuel zemřel v lednu 1720 v Římě.